# 553 TCN
553 TCN là một năm trong lịch La Mã.